# Abundantie (ecologie)
Het begrip abundantie (talrijkheid) is in het ondezoek aan levensgemeenschappen een maat voor het voorkomen van soorten organismen op een bepaalde oppervlakte of in een bepaald volume.

## Dieren
Bij onderzoek aan de talrijkheid van dieren worden meestal andere technieken gebruikt, die zijn aangepast aan de te onderzoeken diergroepen. Grote dieren worden bijvoorbeeld geteld vanaf vaste observatiepunten of men registreert verkeersslachtoffers op een bepaald wegtraject. De cameraval speelt hierbij een steeds belangrijkere rol als het gaat om zeldzame of lastig te observeren dieren. Ecologen betrokken bij de visserij beschikken over een aantal vangtechnieken waarmee kan worden bepaald of er sprake is van overbevissing.
Voor insecten worden weer andere methoden gebruikt, zoals vallen en het nachtelijk gebruik van lampen bij een witte doek.

## Onderzoek van flora en vegetatie
Bij vegetatiekundig onderzoek kan als abundantiemaat bijvoorbeeld gebruikt worden:
- (soorts)abundantie, abundantie in engere zin: het aantal individuen voor de soort in het monster
- relatieve abundantie: het percentage voor soortsabundantie van het totaal van abundanties voor alle soorten gezamenlijk in het monster
- dichtheid: aantal individuen per oppervlakte of volume
- bedekking: een maat voor de verticale projectie van de planten op de bodem.
- biomassa: meestal drooggewicht per soort van de bovengrondse spruit of de gehele plant, maar het kan ook geschat worden uit het versgewicht.

Bij het gebruik van deelmonsters:
- frequentie: het aantal van het totale aantal deelmonsters, waarbinnen de soort is aangetroffen
- relatieve frequentie: het percentage van het totale aantal deelmonsters, waarbinnen de soort is aangetroffen

| Schattingsschalen voor vegetatieopnamen | Schattingsschalen voor vegetatieopnamen | Schattingsschalen voor vegetatieopnamen | Schattingsschalen voor vegetatieopnamen | Schattingsschalen voor vegetatieopnamen | Schattingsschalen voor vegetatieopnamen | Schattingsschalen voor vegetatieopnamen | Schattingsschalen voor vegetatieopnamen | Schattingsschalen voor vegetatieopnamen | Schattingsschalen voor vegetatieopnamen | Schattingsschalen voor vegetatieopnamen | Schattingsschalen voor vegetatieopnamen |
| --------------------------------------- | --------------------------------------- | --------------------------------------- | --------------------------------------- | --------------------------------------- | --------------------------------------- | --------------------------------------- | --------------------------------------- | --------------------------------------- | --------------------------------------- | --------------------------------------- | --------------------------------------- |
| Braun-Blanquet-schaal                   | Braun-Blanquet-schaal                   | Braun-Blanquet-schaal                   |                                         | Barkman, Doing & Segal                  | Barkman, Doing & Segal                  | Barkman, Doing & Segal                  |                                         | Van der Maarel                          |                                         | Tansley-schaal                          | Tansley-schaal                          |
| Symbool                                 | Bedekking                               | Talrijkheid                             | Symbool                                 | Bedekking                               | Talrijkheid                             | Symbool                                 | Aanwezigheid                            | Van der Maarel                          |                                         |                                         |                                         |
| +                                       | ≤ 1%                                    | weinig individuen                       |                                         | r                                       | ≤ 1%                                    | enkele individuen (1–2)                 |                                         | 1                                       |                                         | s                                       | sporadisch (sporadic)                   |
| +                                       | ≤ 1%                                    | weinig individuen                       | +                                       | ≤ 1%                                    | weinig individuen (2–5)                 | 2                                       | r                                       | zelden (rare)                           |                                         |                                         |                                         |
| 1                                       | ≤ 5%                                    | veel individuen                         | 1                                       | ≤ 5%                                    | veel individuen (5–50)                  | 3                                       | o                                       | zo nu en dan (occasional)               |                                         |                                         |                                         |
| 2                                       | ≤ 5%                                    | veel individuen                         | 2m                                      | ≤ 5%                                    | zeer veel individuen (≥ 50)             | 4                                       | lf                                      | locally frequent                        |                                         |                                         |                                         |
| 2                                       | 5%–25%                                  | -                                       | 2a                                      | 5%–12,5%                                | -                                       | 5                                       | f                                       | frequent (frequent)                     |                                         |                                         |                                         |
| 2                                       | 5%–25%                                  | -                                       | 2b                                      | 12,5%–25%                               | -                                       | 6                                       | la                                      | locally abundant                        |                                         |                                         |                                         |
| 3                                       | 25%–50%                                 | -                                       | 3                                       | 25%–50%                                 | -                                       | 7                                       | a                                       | talrijk (abundant)                      |                                         |                                         |                                         |
| 4                                       | 50%–75%                                 | -                                       | 4                                       | 50%–75%                                 | -                                       | 8                                       | ld                                      | locally dominant                        |                                         |                                         |                                         |
| 5                                       | 75%–100%                                | -                                       | 5                                       | 75%–100%                                | -                                       | 9                                       | d/cd                                    | overheersend (co-/dominant)             |                                         |                                         |                                         |

Om te kunnen rekenen met de schattingen volgens Tansley of volgens Braun-Blanquet worden deze getransformeerd in een numerieke waarde volgens van der Maarel.

### Landschapselementen
Bij het floristisch onderzoek aan landschappen of landschapselementen wordt er rekening mee gehouden dat de soorten niet homogeen verdeeld zijn over het oppervlak. Om de abundantie van plantensoorten in een landschap of landschapselement te schatten, kan gebruik worden gemaakt van de Tansley-schaal uit 1946, die gebruikmaakt van lettercodes. Bij niet homogene verdeling van een soort over een opname, wordt de code begonnen met een 'l' (local, plaatselijk), zoals bij 'lf' (local frequent) of 'la' (local abundant).
In België en Nederland wordt vaak een vereenvoudigde vorm ervan gebruikt met de volgende indeling.

### Homogene proefvlakken
Bij vegetatieopnamen in homogene proefvlakken wordt de abundantie en de bedekking gecombineerd geschat, zoals in de schaal van Braun-Blanquet en een afgeleide daarvan, zoals de schatting volgens Barkman, Doing en Segal. Ook de schaal volgens Tansley en de numerieke transformatie volgens van der Maarel worden wel gebruikt.

### Minimumareaal
Om een representatief beeld te krijgen van de vegetatie moet ten minste het minimumareaal worden onderzocht, dat is de minimale ruimte die een vegetatietype nodig heeft een om zich goed te kunnen ontwikkelen. Er zijn vuistregels voor de verschillende formaties, die verder ook afhankelijk zijn van de klimaatzone.
| Minimumareaal   | Minimumareaal |
| formatie        | minimaal      |
| --------------- | ------------- |
| grasland        | 4 m²          |
| watervegetatie  | 10 m²         |
| akkervegetatie  | 20 m²         |
| (dwerg)struweel | 25 m²         |
| bos             | 100 m²        |